# Lorne Currie
Lorne Campbell Currie (Le Havre, 25 aprile 1871 – Le Havre, 20 giugno 1926) è stato un velista britannico.
Partecipò ai giochi della II Olimpiade di Parigi nel 1900 a bordo di Scotia, con cui vinse due medaglie d'oro nelle gare della classe da mezza a una tonnellata e nella classe aperta.
Lorne era figlio di John Martin Currie, fratello del politico scozzese Donald Currie.

## Palmarès
| Anno | Manifestazione | Sede   | Evento         | Risultato |
| ---- | -------------- | ------ | -------------- | --------- |
| 1900 | Olimpiadi      | Parigi | Classe ½-1 ton | Oro       |
| 1900 | Olimpiadi      | Parigi | Classe open    | Oro       |